# Turco-Tunisiens
Les Turco-Tunisiens, également connus sous le nom de Turcs de Tunisie ou de Turcs tunisiens (arabe : أتراك تونس ou turc : Tunus Türkleri), sont les Tunisiens descendants des Turcs et janissaires ottomans qui formaient un groupe en Tunisie.

## Histoire
En 1534, avec environ 10 000 soldats, l'Empire ottoman prend le contrôle et s'installe dans la région, après que les habitants aient demandé leur aide en raison de craintes que l'Empire espagnol les envahissent. Dès lors, pendant la domination ottomane, les Turco-janissaires colonisent et dominent la vie politique de la régence de Tunis pendant des siècles. Par conséquent, le profil ethnique de la Tunisie change avec la migration des janissaires et Turcs d'Anatolie et le l'apparition des Kouloughlis, peuple au sang mélangé européen et tunisien,,. Au nord du cap Bon, la ville de Hammam Ghezèze (« bain d'Oghuz ») est peuplée de descendants d'Oghouzes (Ghezèze étant l'équivalent de ce terme en arabe tunisien).

## Démographie
Les familles d'origine janissaire ou turque vivent principalement près des villes côtières telles que Tunis, Mahdia, Hammamet et les îles (telles que Djerba), bien que beaucoup vivent également dans le centre de la Tunisie,.

## Culture

### Langue
En 2012, le gouvernement tunisien introduit le turc en tant qu'option dans tous les collèges et lycées.

### Religion
Les Turcs ont apporté avec eux l'école hanafite de l'islam durant la période ottomane de la Tunisie, qui subsiste encore de nos jours dans les familles d'origine turco-janissaire. Traditionnellement, les mosquées tuniso-ottomanes ont des minarets octogonaux.

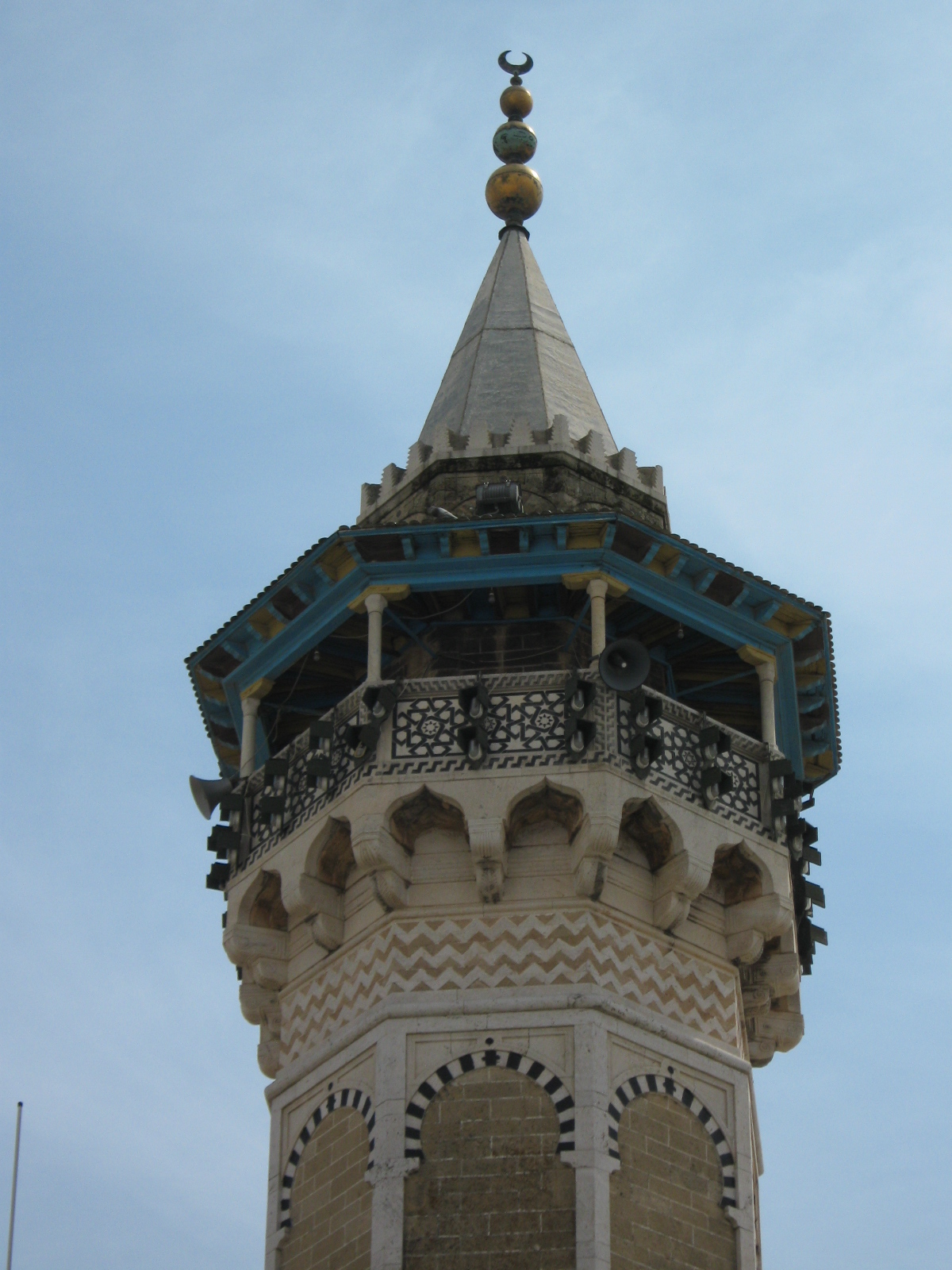
Mosquée Hammouda-Pacha.
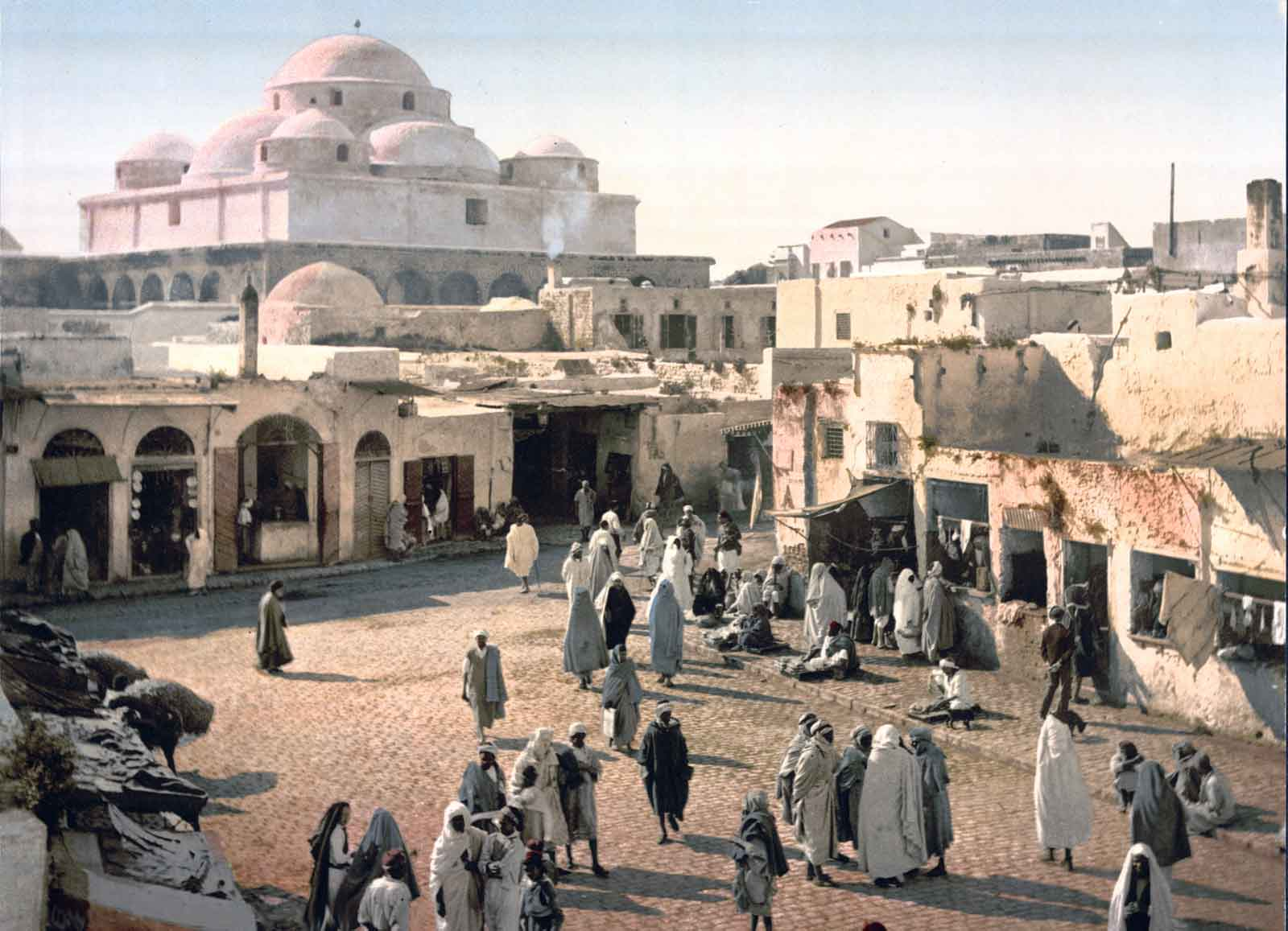
Mosquée Sidi Mahrez.
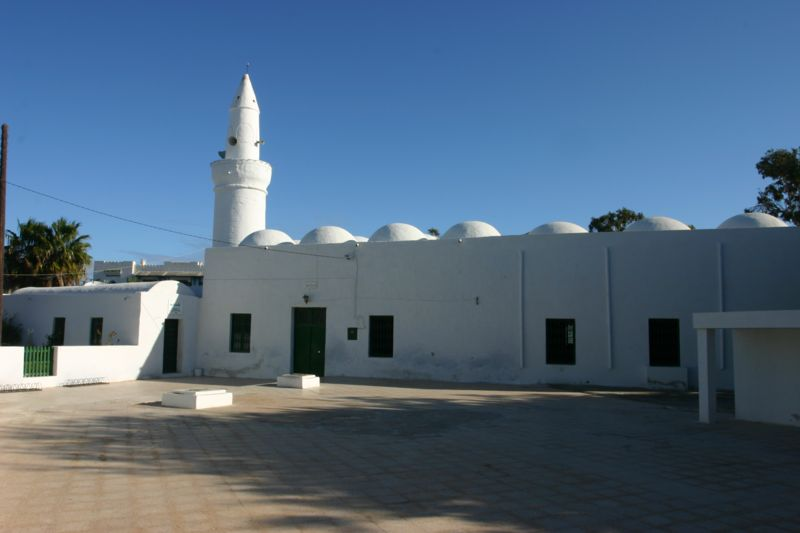
Mosquée des Turcs.
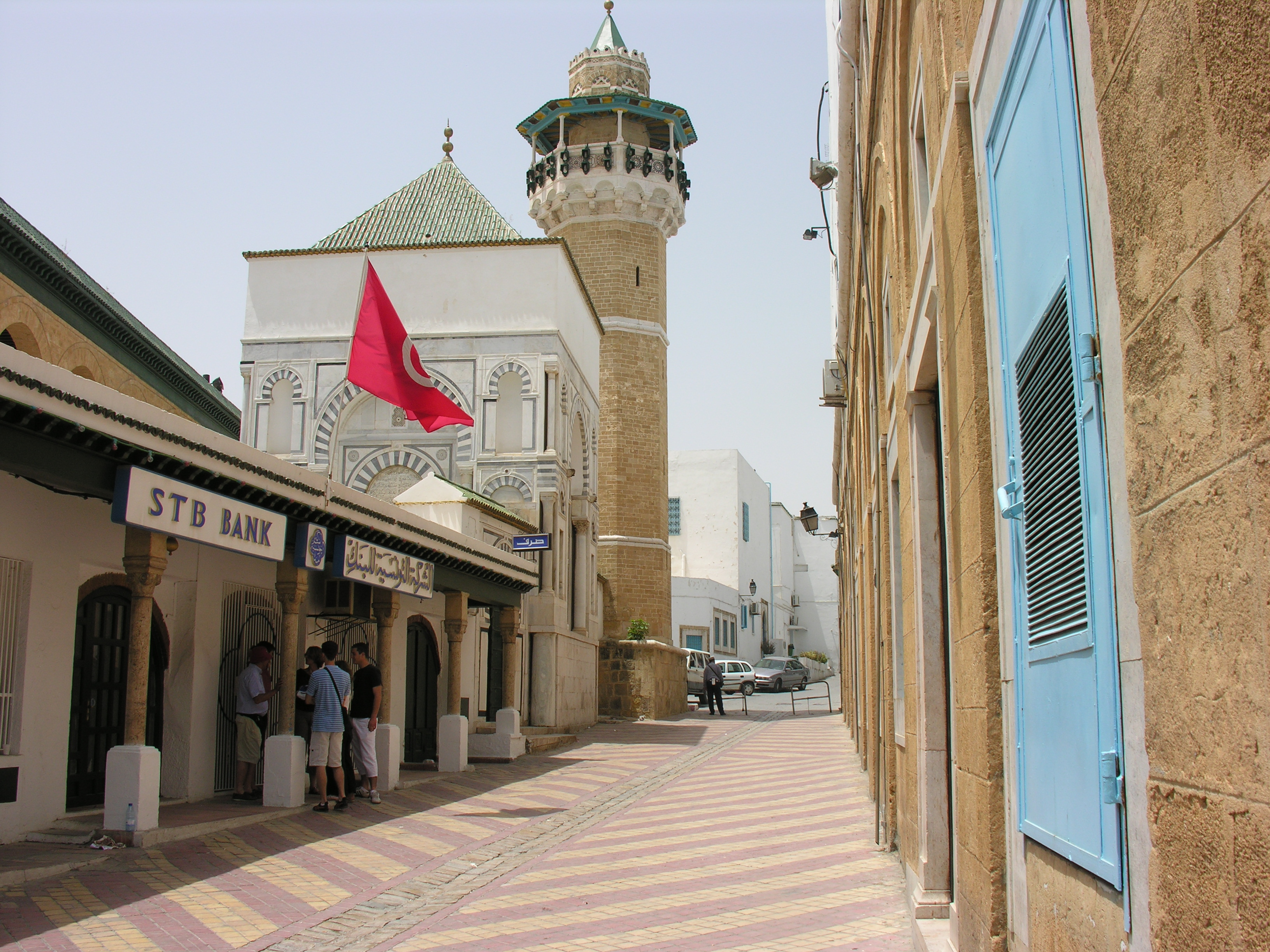
Mosquée Youssef Dey.

### Personnalités
Les Turco-janissaires en Tunisie constituaient traditionnellement une élite privilégiée qui occupait des postes au sein de l'armée et de la bureaucratie. Cependant, au XIXe siècle, les mariages avec la population locale lient les familles dirigeantes à des notables autochtones. À cette époque, de nombreux Turco-janissaires se tournent également vers le commerce et l'artisanat, initialement dans le souk El Trouk (souk des Turcs), où un nombre considérable de marchands d'ascendance turco-janissaire émergent. Les Turco-janissaire entrent également dans le corps des artisans. La famille Ben Romdhan, d'origine turco-janissaire, revendique une grande partie des familles tunisiennes de Mahdia, telles que les familles Hamza, Turki, Kazdaghli, Agha et Snène. Parmi les autres familles tunisiennes d'origine turco-janissaire figurent les Bayram, Belkhodja, El Materi, Sfar, Osman, Mami et Slim.